# Cell (rum)

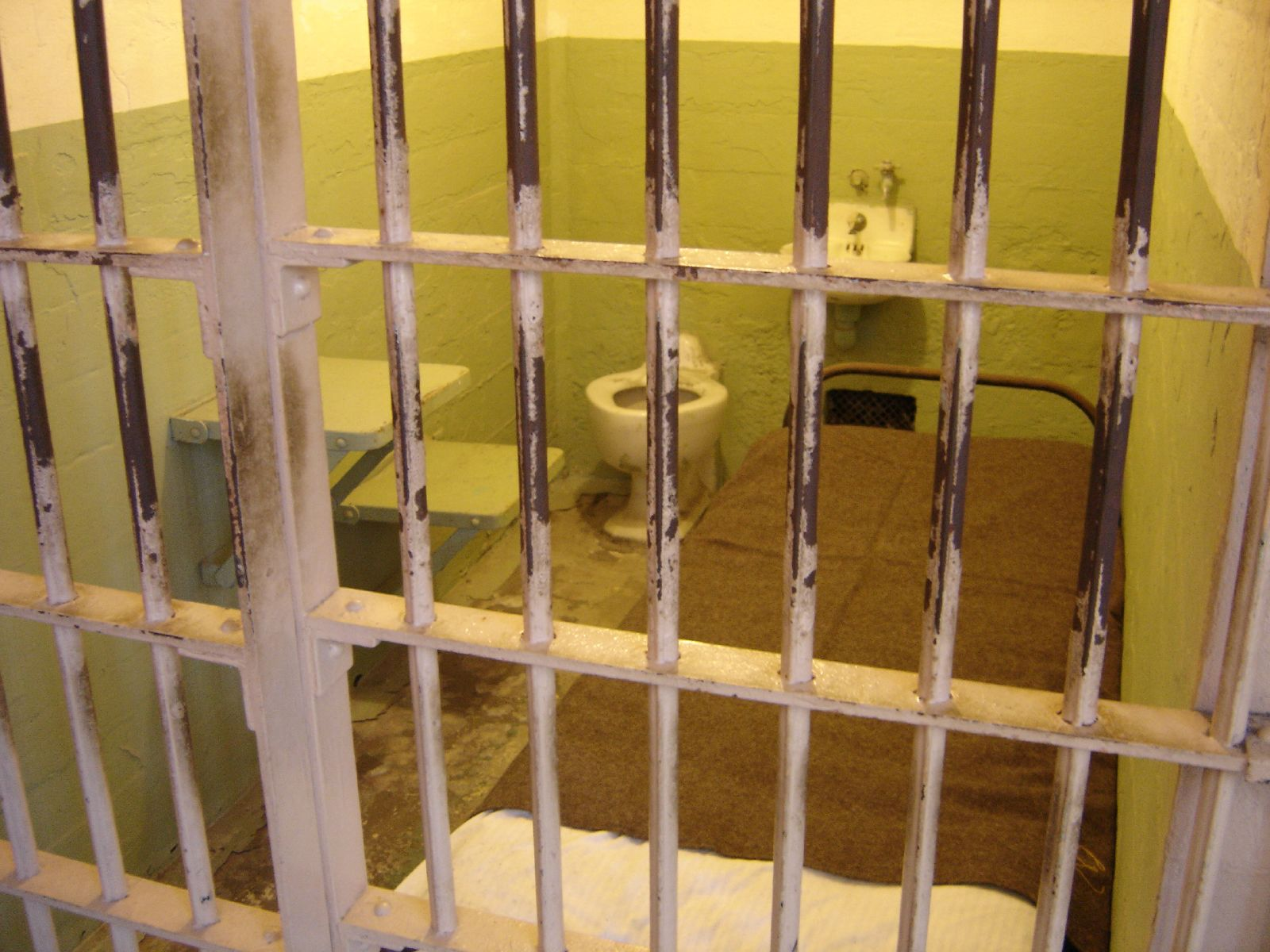
Cell på Alcatraz.

Cell kan vara antingen munkars och nunnors bostad i ett kloster eller de intagnas bostad i ett fängelse. Intagnas celler återfinns i långa korridorer. 

## Etymologi
Ordet "cell" kommer från latinets cella, som betyder "rum".

## Anstaltsceller
Cellerna fungerar som små bostäder åt brottslingar som dömts till frihetsberövande av varierande tidslängd. De består vanligtvis av bara ett rum med säng, skrivbord och nattduksbord etc. Det finns även badrum. 
Internerna är ej tillåtna att ta emot anhöriga i cellen utan detta sker i separata besöksrum.
Alla celler är strikt bevakade och internerna får inte ta sig ut ur fängelseområdet utom under strikt bevakning, på så kallad permission.

### Sverige
I Sverige finns det flera olika celler, några av dem är:
- Låsbara rum finns i bland annat på ungdomshem, vaktrum och Tullen med ofta bara madrass eller bänk. Polisen har även fordon med låsbara bås och används bland annat då man har gripit någon för våldsamt upplopp.
- Arrestcell finns oftast på polisstationer, enkelt inredd.
- Häktescell Inredd med säng, bord, handfat, enkel hylla, bänk fastskruvat på väggen.
- Fängelsecell Är oftast mer utrustade med ex TV.

I Sverige har många anstalter, dock ej alla, toalett i cellen.

### Fotnoter
1. ↑  ”Kriminalvården”. Arkiverad från originalet den 1 oktober 2011. https://web.archive.org/web/20111001132255/http://www.kriminalvarden.se/sv/Fangelse/En-dag-pa-fangelset/. Läst 5 september 2011.